# Bükk
 (août 2022).
Si vous disposez d'ouvrages ou d'articles de référence ou si vous connaissez des sites web de qualité traitant du thème abordé ici, merci de compléter l'article en donnant les références utiles à sa vérifiabilité et en les liant à la section « Notes et références ».
Le Bükk (en prononciation hongroise : [ˈbykk]) est un massif montagneux des Carpates occidentales dans le Nord de la Hongrie. Ces montagnes karstiques font partie du massif du Nord. 
Jusqu'en 2014, son point culminant officiel était l'Istállós-kő à 959 mètres d'altitude. Selon des mesures récentes[Quand ?][Par qui ?], le Szilvási-kő (961 m) est désormais considéré comme le plus haut sommet du Bükk et de facto[Quoi ?] le quatrième du pays.
Une grande partie du massif est située dans le parc national de Bükk.

## Honneurs

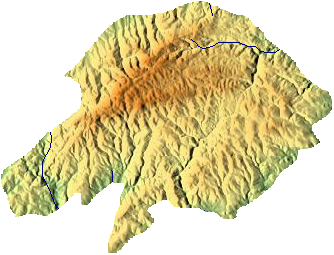
Carte topographique du massif.

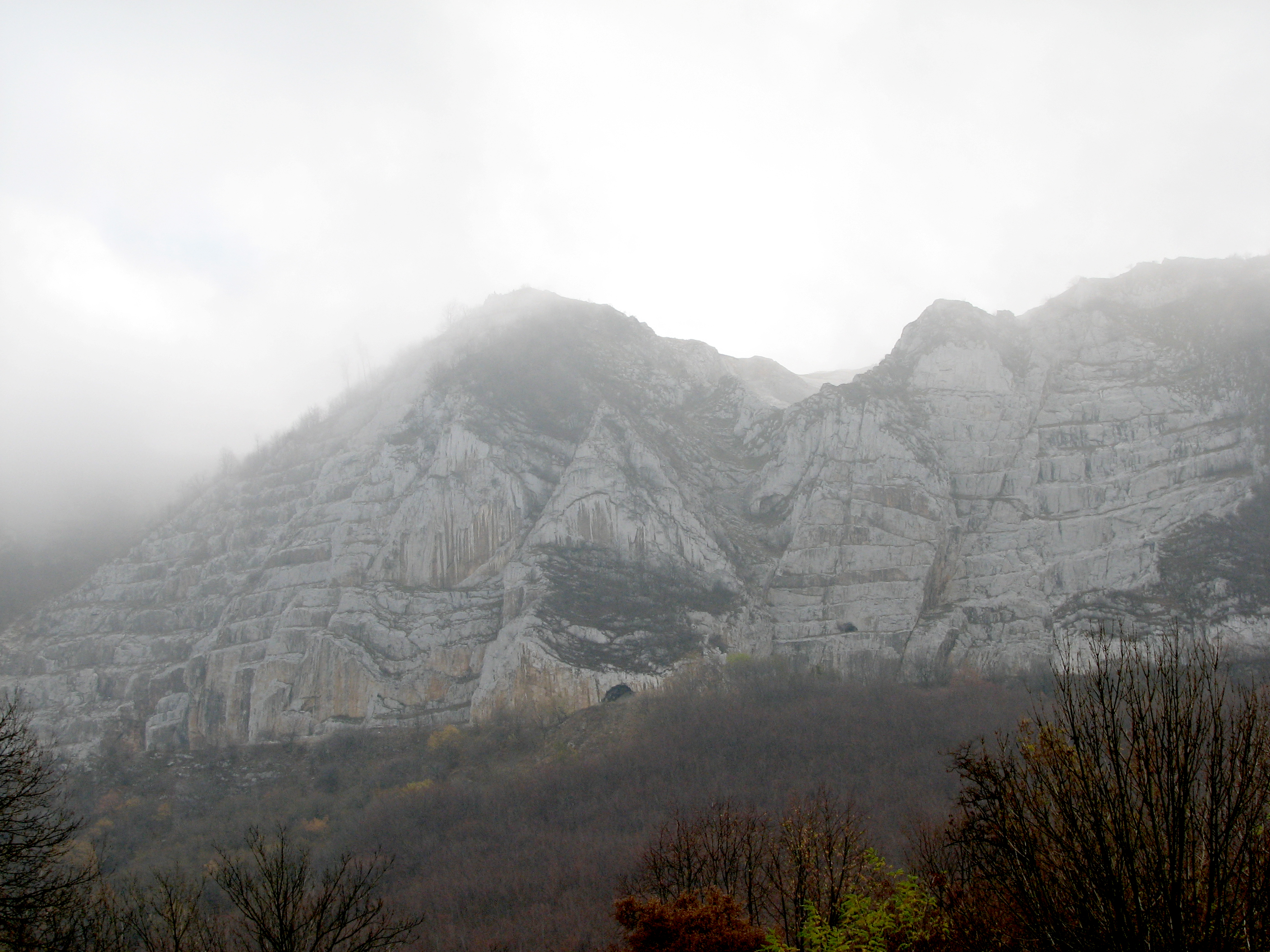
Vue en novembre de la paroi du Bél-kő, un sommet du Bükk.

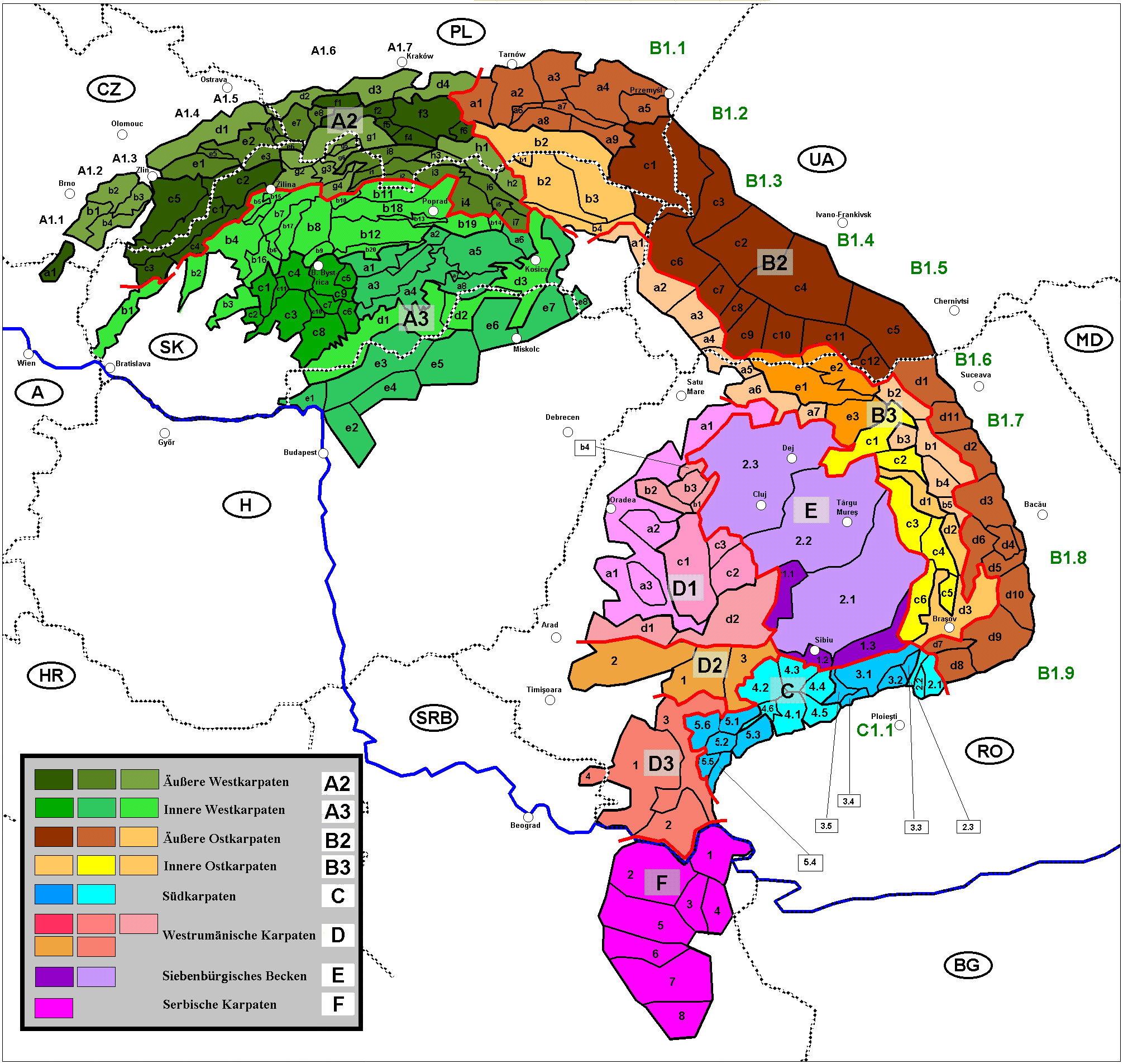
Carte des subdivisions des Carpates avec le massif de Bükk en A3e5.

L'astéroïde (575511) Bükk porte son nom.

## Artice connexe
- Parc national de Bükk